# Saint-Julien-de-Jonzy
Saint-Julien-de-Jonzy é uma comuna francesa na região administrativa de Borgonha-Franco-Condado, no departamento Saône-et-Loire. Estende-se por uma área de 23,5 km². Em 2010 a comuna tinha 353 habitantes (densidade: 15 hab./km²).